# Ема Реј
Ема Реј Стивенсон (1896-1982) била је америчка новинарка, која је радила за амерички часопис Science News. Извештавала је о археолошким ископавањима у Мексику, као и о друштвеној и политичкој ситуацији у тој држави и писала Организацији за храну и пољопривреду, организацији Уједињених нација, о проблемима конзумирања и транспорта хране.

## Обрзовање и каријера
Дипломирала је 1917. на Универзитету Џорџ Вашингтон, а 1924. је почела да ради за Научну службу. Иако је званично пензионисана 1926, Рејова је сарађивала са Научном службом и 30-их година 20. века
У лето 1926. године, преселила се у Мексико и вратила писању под својим девојачким презименом. У Мексику је радила као редован дописник Научне службе, писањем чланака и фотографисањем, углавном везаним за археологију ... попут... ископавања Тенејуке, очувању праисторијских локалитета у Мексику, анализи индијске керамике, урбанизму у праисторијским индијанским градовима, ископавањима Сан Хуан Теотивакан, реликвијама из Инка гробља у Копијапоу, државном уметничком образовању у Мексику, циглама у праисторијским зградама..." Године 1935. Рејова се вратила у САД. Њен каснији рад се бавио потрошњом хране и проблемима у различитим заједницама, попут индијанаца Навахо."
Током своје каријере, Рејова је сматрала да јој је "њен статус жене и помагао и ометао". Она је признала да је приступ неким информацијама добила због "манира мушкараца", док је у другим приликама морала да убеди људе да се "девојка може урадити посао (жена, извините)". Она је рекла о науци, "Наука је као религија у Латинској Америци. То омогућава дами да путују и ради све врсте нечувених ствари и носи ореол у исто време.”
Такође је била сарадница мексичких националних вести и Њујорк тајмса.